# Czerniewice (gmina)
Czerniewice – gmina wiejska w województwie łódzkim, w powiecie tomaszowskim.
Siedziba gminy jest wieś Czerniewice.

## Położenie
Gmina Czerniewice leży w północno-wschodniej części województwa łódzkiego przy międzynarodowej drodze szybkiego ruchu E67 Warszawa – Katowice (tzw. Gierkówce), ok. 80 km na południowy zachód od stolicy.

## Ludność
Na terenie gminy Czerniewice znajduje się 35 wsi. Według danych z 30 czerwca 2004 gminę zamieszkiwały 5144 osoby.
Dane z 30 czerwca 2004:
| Opis                              | Ogółem | Ogółem | Kobiety | Kobiety | Mężczyźni | Mężczyźni |
| --------------------------------- | ------ | ------ | ------- | ------- | --------- | --------- |
| jednostka                         | osób   | %      | osób    | %       | osób      | %         |
| populacja                         | 5144   | 100    | 2548    | 49,5    | 2596      | 50,5      |
| gęstość zaludnienia (mieszk./km²) | 40,3   | 40,3   | 19,9    | 19,9    | 20,3      | 20,3      |

Na terenie gminy znajdują się: Zespół Szkół i Przedszkola (w skład którego wchodzą: przedszkole, szkoła podstawowa w Czerniewicach), szkoła podstawowa w Lipiu, Gminna Biblioteka Publiczna, Gminny Ośrodek Kultury, Niepubliczny Zakład Opieki Zdrowotnej, Komisariat Policji i jednostki Ochotniczej Straży Pożarnej: w Chociwiu, Czerniewicach i Strzemesznie.

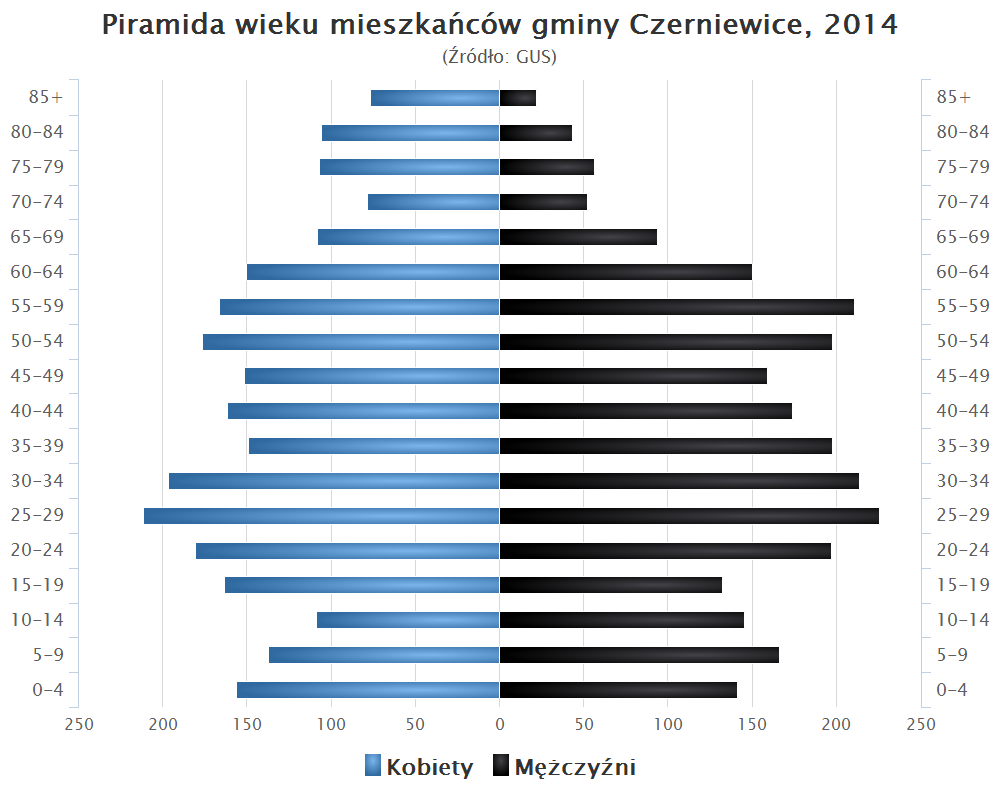
Piramida wieku mieszkańców gminy Czerniewice w 2014 roku

## Powierzchnia

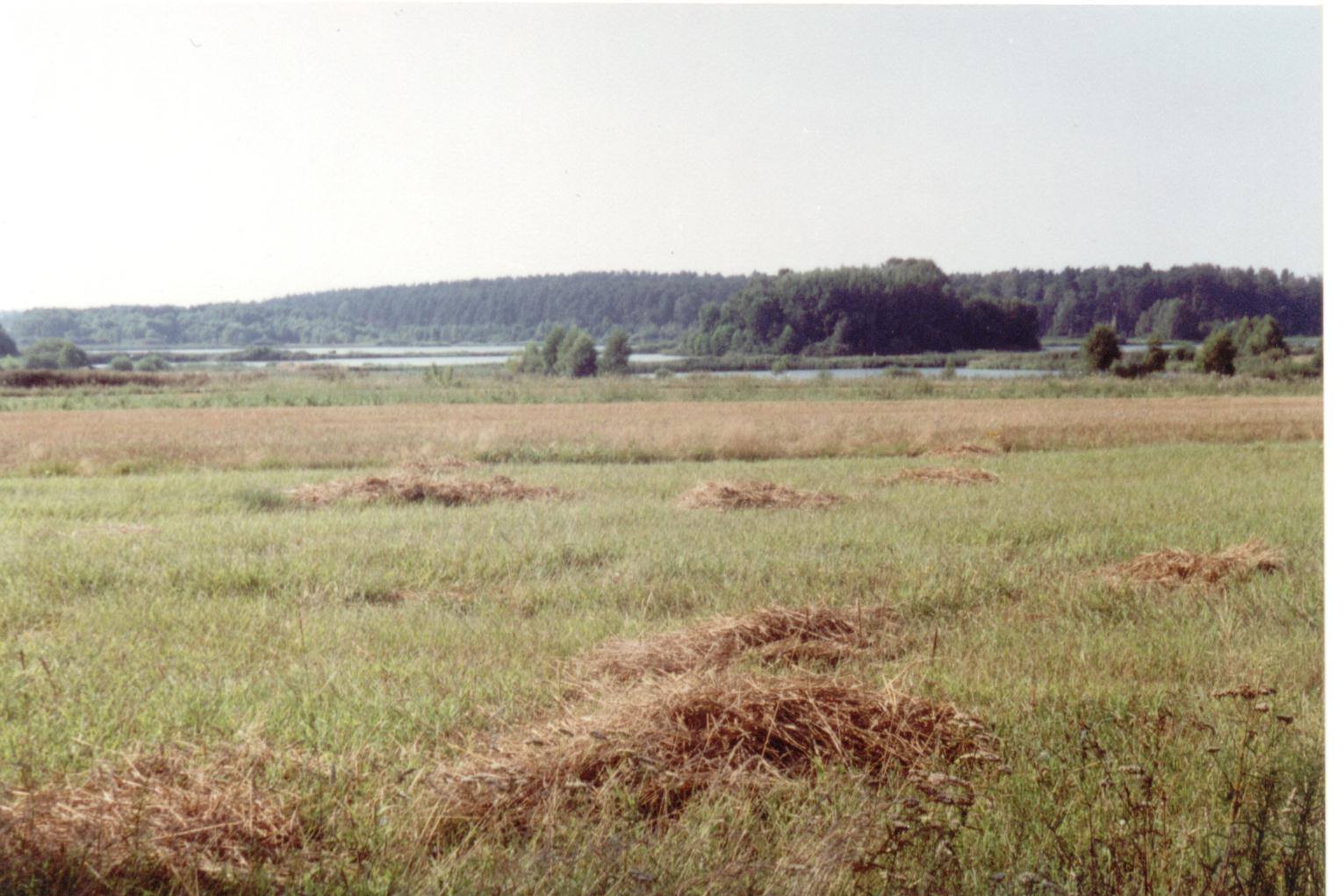
Łąki i stawy w pobliżu wsi Krzemienica

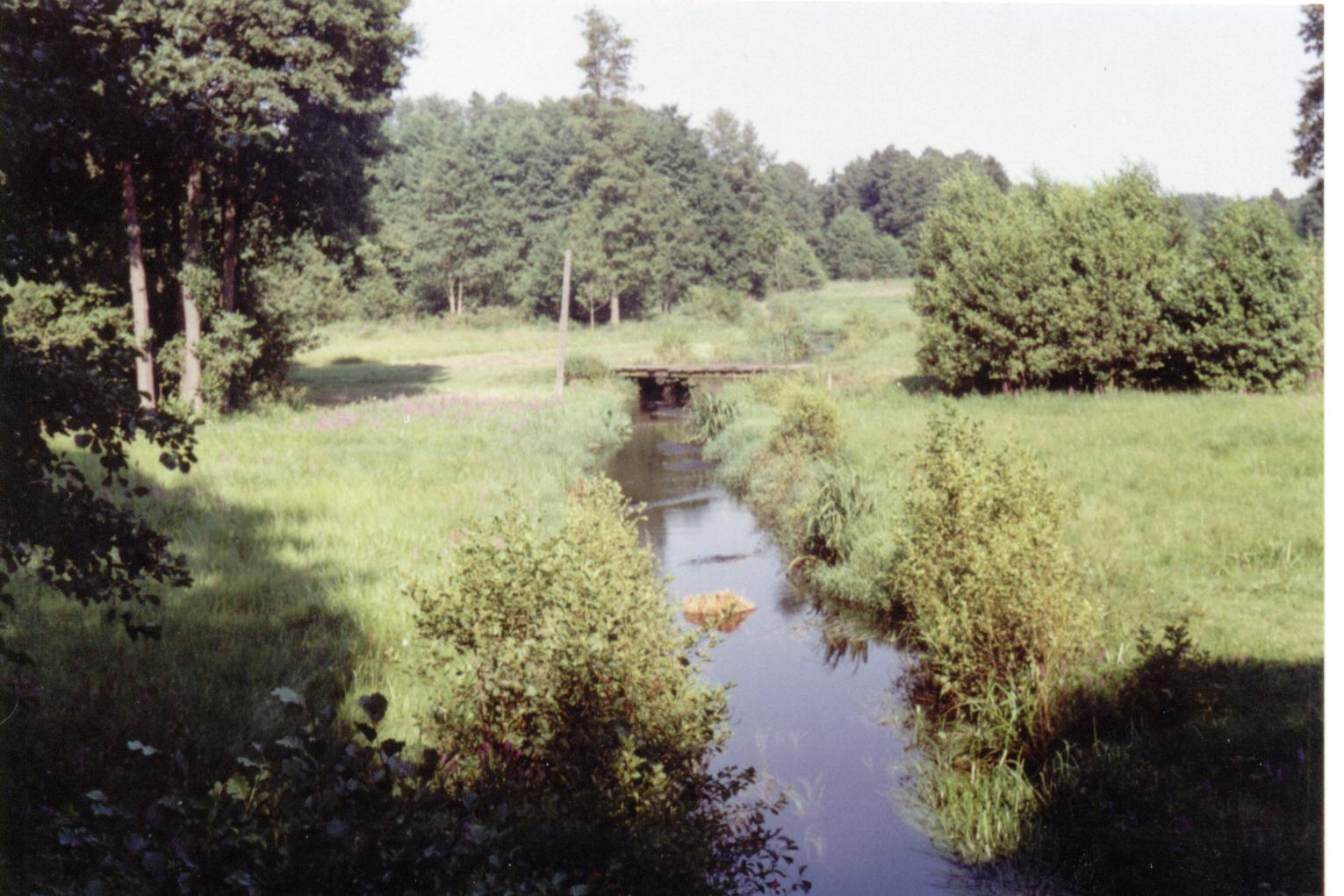
Łąki w pobliżu wsi Strzemeszna

Gmina Czerniewice zajmuje obszar 127,73 km², w tym:
- użytki rolne: 66% powierzchni ogólnej gminy
- użytki leśne: 28% powierzchni ogólnej gminy

Gmina stanowi 12,45% powierzchni powiatu.
Obszar gminy Czerniewice jest równinny, z niewielkimi wzniesieniami. Na terenie gminy Czerniewice znajdują się głównie pola uprawne, oraz łąki (te ostatnie zwłaszcza w pobliżu rzek), a także niewielkie lasy i zagajniki. W południowej części gminy znajdują się większe obszary leśne.
Przez teren gminy przepływa rzeka Krzemionka, będąca dopływem Rawki. W okolicach Wielkiej Woli ma źródła mniejsza rzeczka – Luboczanka uchodząca do Pilicy, do której wpada także inny strumień płynący przez obszar gminy – Gać.

## Historia
Najwcześniejsze ślady osadnictwa w rejonie Czerniewic pochodzą sprzed ok. 12 tysięcy lat. Już w III/IV tys. p.n.e. obszar dzisiejszej gminy, w pobliżu dzisiejszej wsi Zubki Duże był zamieszkiwany przez ludność rolniczą, która wytworzyła tzw. kulturę pucharów lejkowatych. Najwcześniejsza wzmianka pisana o samych Czerniewicach pochodzi z roku 1396. W 1413 r. w osadzie powstała parafia. Wieś Czerniewice wielokrotnie zmieniała właściciela; pierwszym znanym jej posiadaczem był niejaki Andrzej Rzeszotko. Wśród wielu pozostałych właścicieli miejscowości należy wymienić Aleksandra Feliksa Lipskiego, władającego wsią w poł. XVII w., którego herb jest obecnie herbem gminy i samych Czerniewic. Położenie gminy ta terenie szlaku wiodącego z Małopolski na Mazowsze powodowało, iż obszary te często doświadczały przemarszów wojsk i działań wojennych. M.in. w czasie potopu szwedzkiego, 24 sierpnia 1656 r. przy drodze z Czerniewic do Lipia rozegrała się bitwa pomiędzy wojskami polskimi dowodzonymi przez Stefana Czarnieckiego a wojskami szwedzkimi. W jej wyniku zwycięskie oddziały polskie odzyskały część zrabowanych przez Szwedów w Krakowie dóbr. Drugim skutkiem bitwy, istotniejszym dla rozwoju obszaru dzisiejszej gminy było spalenie w trakcie potyczki wsi: Czerniewic, Lipia, Strzemeszny. Po wojnie zostały one odbudowane. Na terenie gminy walki toczyły się także w okresie powstania styczniowego.
Gmina Czerniewice została utworzona w pocz. XIX w. przez namiestnika carskiego, gen. Józefa Zajączka.
W latach 1975–1998 gmina położona była w województwie piotrkowskim.

## Gospodarka
Czerniewice to typowa gmina rolnicza, grunty orne stanowią 68% jej powierzchni. Klasa gleb jest raczej niska. Ponadto spore znaczenie ma prowadzona na obszarze gminy gospodarka leśna. Na terenie gminy Czerniewice istnieje także drobny przemysł związany z rolnictwem: piekarnie, młyny, gorzelnie i olejarnia. Pewne znaczenie ma także hodowla zwierząt: na terenie gminy znajduje się kilka ferm drobiarskich i ubojnia drobiu, a także gospodarstwo rybackie. Poza tym w gminie znajdują się cegielnie i tartaki, oraz powiązane z nimi firmy murarskie i stolarskie, a także pewna liczba firm handlowo-usługowych, zwłaszcza związanych z krawiectwem. W samych Czerniewicach działa zakład wytwarzający elementy domów drewnianych. Bliskość drogi szybkiego ruchu stwarza możliwości także dla branży motoryzacyjnej: na terenie gminy działa kilka firm motoryzacyjnych i stacje paliw.

## Zabytki
- Czerniewice:

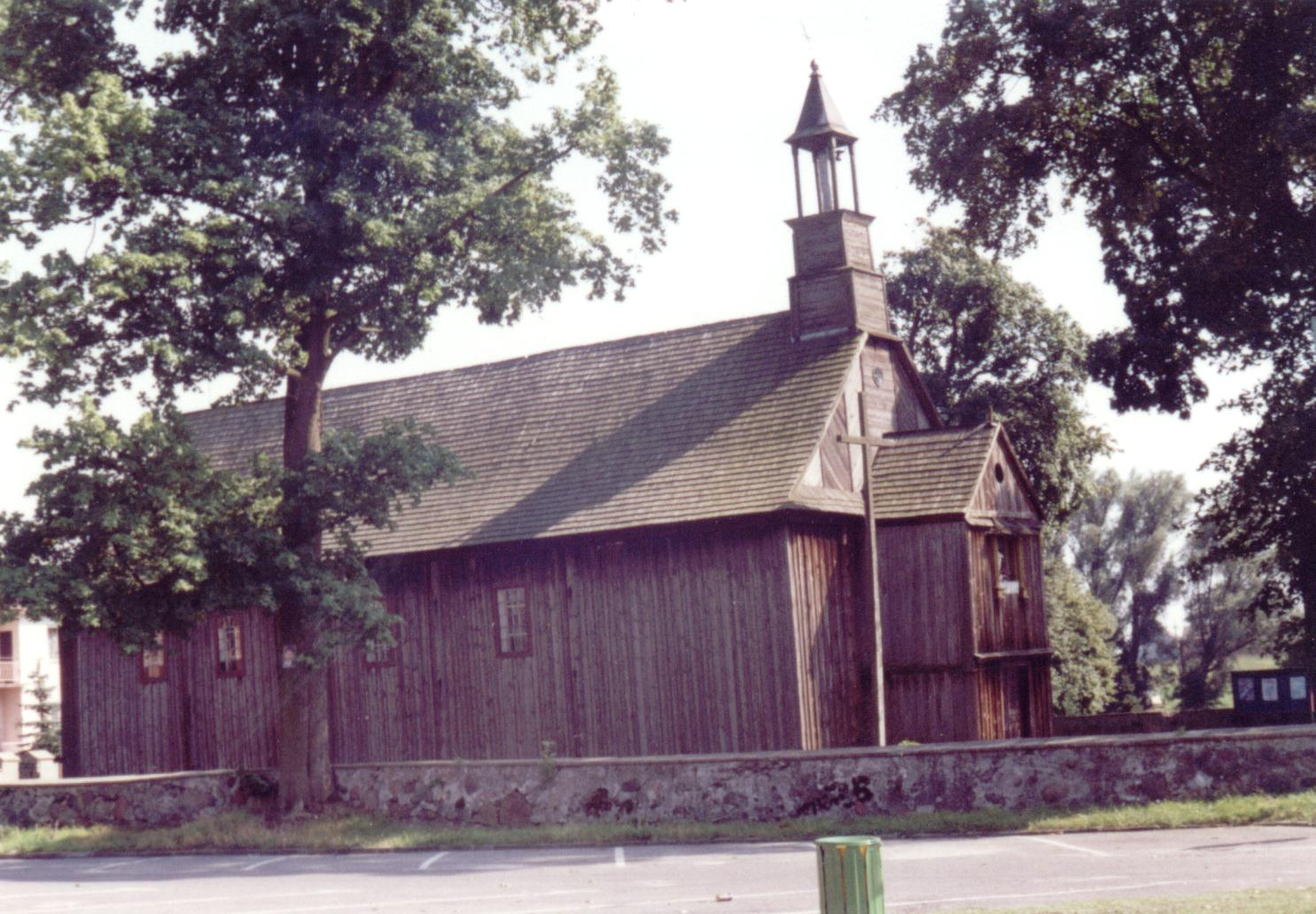
Kościół pw. św. Małgorzaty w Czerniewicach

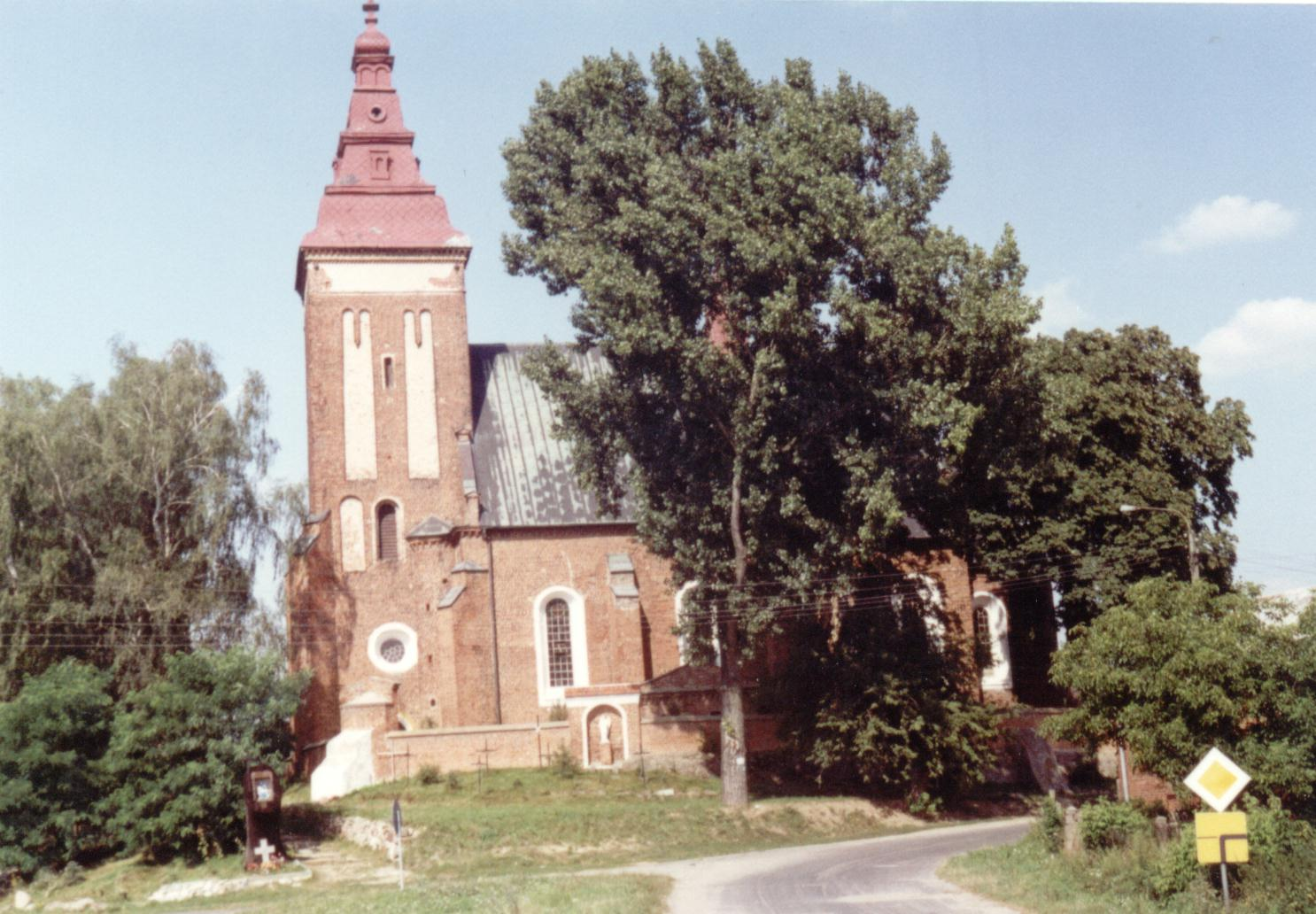
Kościół pw. św. Jakuba Apostoła w Krzemienicy

  - Drewniany kościół pw. św. Małgorzaty z I poł. XV w. (najstarszy zachowany drewniany kościół w woj. łódzkim), z obrazami z XVII i XVIII w. oraz stojąca obok drewniana dzwonnica z XVIII w.
  - Zbiorowa mogiła powstańców z 1863 r. na cmentarzu parafialnym.
- Krzemienica
  - Murowany kościół pw. św. Jakuba Apostoła z 1598 r., zbudowany w stylu gotycko – renesansowym.
  - Kapiczka przydrożna z 1635 r. (przy drodze do Lipia)
- Chociw

Klasycystyczny dwór drewniany z XVIII/XIX w. oraz park.
- Studzianki

Murowany zespół dworski z 1843 r. zbudowany w stylu (późno-) klasycystycznym.
- Podkonice

Kapliczka przydrożna z początku XIX w. z figurą św. Jana Nepomucena

## Miejscowości w gminie

### Wsie będące sołectwami
Annopol Duży, Annów, Chociw, Chociwek, Czerniewice (dwa sołectwa: wieś i Osiedle Skarpa), Dąbrówka, Gaj, Krzemienica, Lechów, Lipie, Mała Wola, Nowa Strzemeszna, Nowe Studzianki, Paulinów, Podkonice Duże, Podkonice Miejskie, Podkońska Wola, Stanisławów Lipski, Stanisławów Studziński, Strzemeszna, Strzemeszna Pierwsza, Studzianki, Teodozjów, Turobów, Wale, Wielka Wola, Wólka Jagielczyńska, Zubki Duże, Zubki Małe

### Wsie niebędące sołectwami
Annopol Mały, Dzielnica, Józefów, Paulinów, Podkonice Małe, Zagóry

### Kolonia
Helenów

## Sąsiednie gminy
Budziszewice, Cielądz, Inowłódz, Lubochnia, Rawa Mazowiecka, Rzeczyca, Żelechlinek